# خانه حبیب‌آبادی
خانه حبیب آبادی مربوط به دوره قاجار است و در اصفهان، خیابان ابن سینا، کوچه کدخدائی، جنب خانه روحانی، پلاک ۵۱ واقع شده و این اثر در تاریخ ۲۰ اردیبهشت ۱۳۸۶ با شمارهٔ ثبت ۱۹۰۴۴ به‌عنوان یکی از آثار ملی ایران به ثبت رسیده است.